# درع حراري

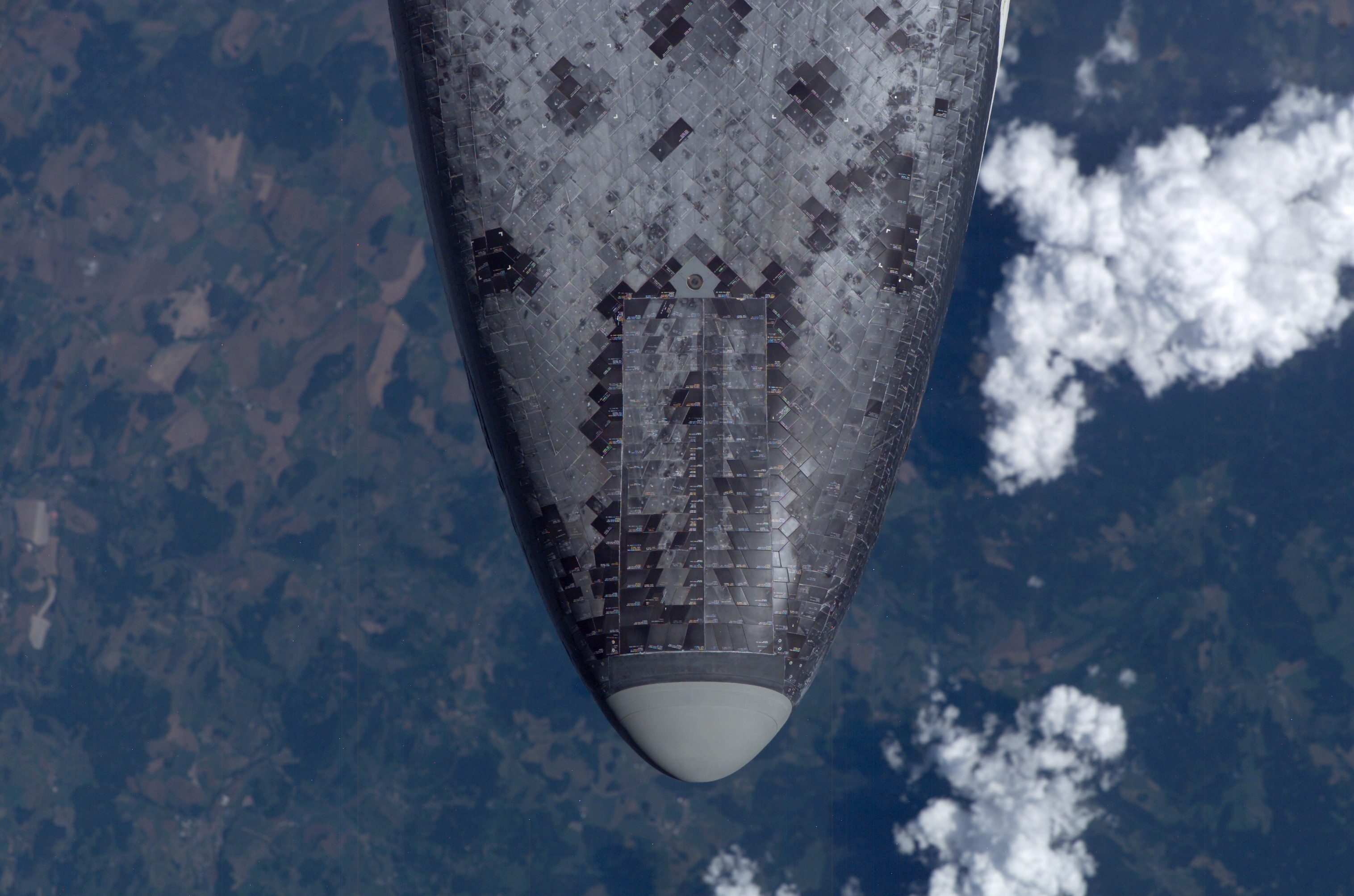
الدرع الحراري لمكوك فضاء مصنوع من الخزف

الدرع الحراري بالملاحة الجوية أو (Heat shield) يرمز للطبقة الحامية على سفينة الفضاء أو الصاروخ القذفي (Ballistic missile) بحيث صمم ليحمي الجسم من الحرارة العالية عند مدخل الغلاف الجوي للأرض أو الغلاف الجوي لكوكب آخر مثل المريخ.

## مقدمة
يستعمل الدرع الحراري خصيصا لحماية الأجسام التي ترسل إلى الفضاء من ارتفاع الحرارة عند دخول هذه الأجسام الغلاف الجوي، لأن الاحتكاك قد يسبب ارتفاع درجة الحرارة إلى الآلاف الدرجات المئوية، ولكن المسابر على سبيل المثال لا تستطيع تحمل هذه الحرارة المرتفعة ولهذا يجب استعمال هذا الدرع.

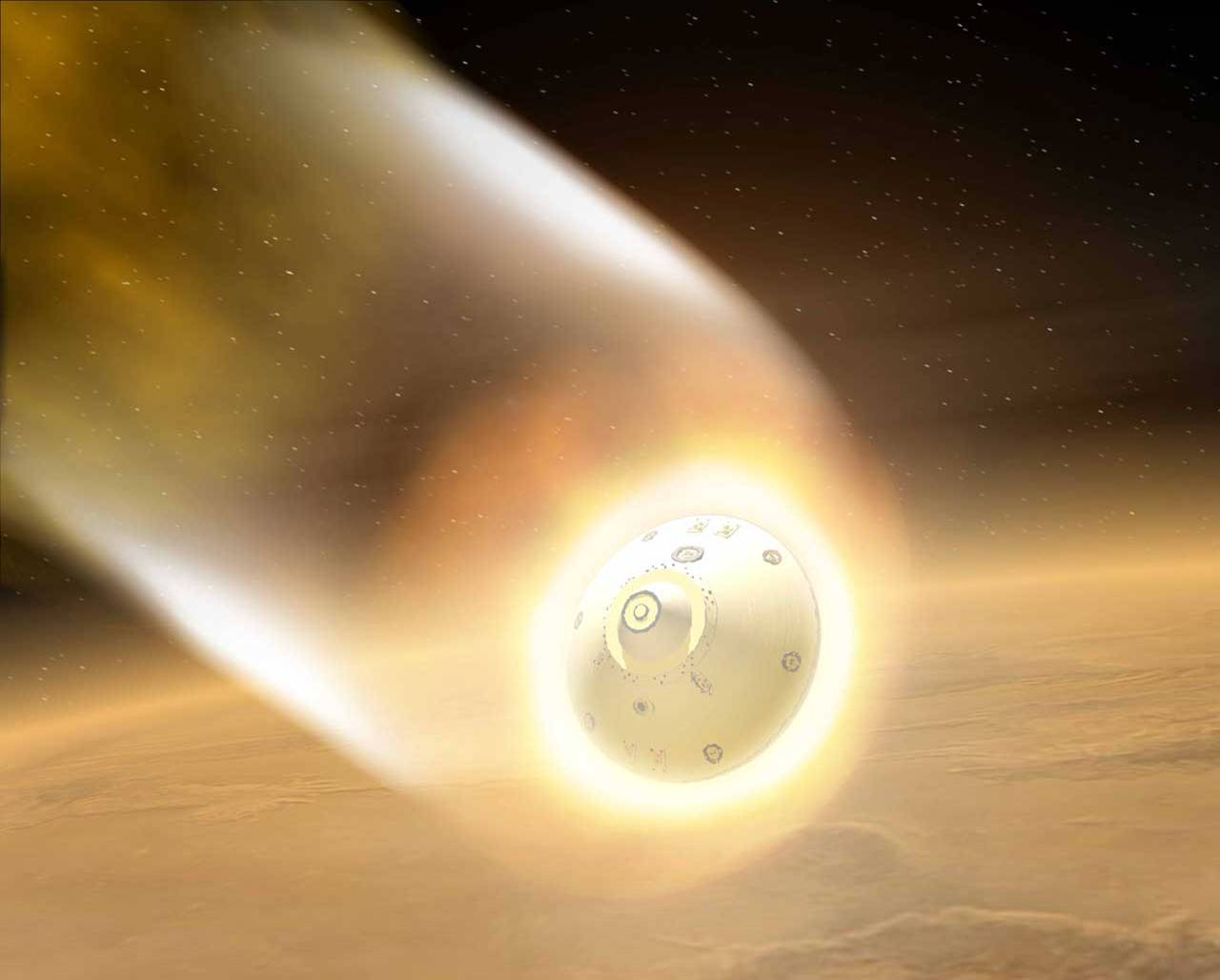
الدرع الحراري لمسبار المريخ سبيريت Spirit

## تركيب
يتشكل الدرع الحراري من مواد عازلة، صيغة الجر أو المزج بين الاثنين.
ووفقا للتطبيقات، الدروع الحرارية يمكن أن تكون ثابتة أو قابلة للإزالة.
على سبيل المثال، المكوك الفضائي الأمريكي يتضمن درعا يتكون من بلاط الخزف الثابتة يغطي الواجهة السفلية وحافة الدفع للأجنحة. فيستبدلون في حالة تدهورهم عند العودة إلى الأرض. إن حادث المكوك كولومبيا كان بسبب تدهور جزء صغير من حماية الجناح عند انطلاقه، الجناح لم يتحمل ضغط الحرارة عند العودة إلى الفضاء وتبعا لهذه الكارثة وضعت طريقة إصلاح في الفضاء (أي القيام بأعمال تصليح العطب في الفضاء الخارجي)
إن الإشكالية الرئيسية في هذا النوع من الإصلاحات تكمن في أن هذه البلاطات مختلفة الأحجام والقياسات.
بعض المسابر الكوكبية تحمل درع حراري قابل للإزالة، قصد التخلي عنها قبل الهبوط.
هذا العازل يسمح بتخفيف الوزن قصد عودة سليمة إلى الأرض مما يسهل الفرملة عن طريق المظلات
هناك أيضا دروع حرارية بواسطة النفخ. تسمح بكسب الكثير من الوزن وبالتالي تخفيف الوزن عند الانطلاق. وهذا النوع من الدرع لم يصل بعد إلى مرحلة التصديق.
كاختبار أول كان يجب إرسال المكوك مارس 69 إلى المريخ لكن هذه الأخيرة دمرت عام 2005.